# Reconquesta de Constantinoble
La reconquesta de Constantinoble de 1261 significà la conquesta de la ciutat, dominada fins llavors per l'Imperi Llatí, per l'Imperi de Nicea, i la restauració de l'Imperi Romà d'Orient.

## Antecedents
Durant la Quarta Croada el 1204, l'Emperador romà d'Orient Aleix IV Àngel va fugir de Constantinoble en comptes de fer front a l'exèrcit croat. Constantí Làscaris va ser coronat en la basílica de Constantinoble, però poc després, junt amb el seu germà Teodor, gendre d'Aleix III Àngel, va haver de fugir a la ciutat de Nicea, en comprendre que la situació resultava insostenible.
Els croats van establir l'Imperi Llatí a Constantinoble, però no van aconseguir el control sobre l'antic territori romà d'Orient, i van sorgir el Despotat de l'Epir, l'Imperi de Trebisonda, i l'Imperi de Nicea. Nicea era la més propera a l'Imperi Llatí i es trobava en la millor posició per a intentar restablir l'Imperi Romà d'Orient. Teodor I Làscaris no va aconseguir un èxit immediat, sent derrotat en la batalla de Pemanè i la batalla de Prusa el 1204, però va arrabassar-li gran part de l'Anatòlia nord-occidental a l'emperador llatí Balduí I, quan a aquest no li va quedar més remei que defendre's dels atacs de Kaloian de Bulgària. Teodor també va derrotar un exèrcit de Trebisonda, així com a altres rivals menors, i es feu amb el més poderós dels estats successors de l'Imperi Romà d'Orient. El 1206, sentint-se segur, es va confirmar com a emperador coronant-se a Nicea.
Durant els següents anys, es van establir i trencar nombroses treves i aliances entre els distints estats successors de Bizanci, l'Imperi Llatí i els turcs seljúcides d'Iconi o Soldanat de Rum. Teodor va tractar de reforçar els seus drets nomenant un nou Patriarca de Constantinoble a Nicea. El 1219 es va casar amb la filla de l'emperadriu llatina Violant de Flandes, però va morir el 1222 i va ser succeït pel seu fill polític Joan III Ducas Vatatzes.
Finalment, el 1260 Miquel VIII Paleòleg va començar el Setge de Constantinoble que els seus predecessors havien estat incapaços de dur a terme. S'alià amb la República de Gènova i el seu general Aleix Estrategopul va dirigir-se a Constantinoble per a planejar el seu atac.

## El setge
El 25 de juliol del 1261, Aleix Estrategopul, recentment alliberat pel despotat de l'Epir, va ser enviat amb una petita força de 800 soldats, la majoria d'ells cumans, a mantenir una vigilància sobre els búlgars i espiar les defenses dels llatins. Quan la força romana d'Orient va arribar al llogaret de Silivri van saber dels pagesos que tota la guarnició llatina i la flota veneciana eren atacant els nicens a Dafnúsia. Tot i que va dubtar per les reduïdes dimensions de la seva força i per anar més enllà de les seves ordres, va decidir no perdre aquesta oportunitat d'or per a reprendre la ciutat. Va poder convèncer els guàrdies que obriren les portes de la ciutat i una vegada dins, va incendiar el barri venecià, car els venecians en gran manera foren els responsables de la presa de la ciutat el 1204.

## Conseqüències
Miquel VIII Paleòleg va ser reconegut emperador poques setmanes més tard, i hi va restaurar l'Imperi Romà d'Orient. Els habitants de l'Imperi restaurat van considerar l'Imperi de Nicea com el vertader successor de l'Imperi Romà d'Orient, tot i que encara continuaven existint l'Imperi de Trebisonda i el Principat d'Acaia. Acaia fou reconquerida, però Trebisonda va romandre independent fins a la conquesta otomana. L'Imperi restaurat va haver de fer front des de llavors a la nova amenaça que representaven els turcs que van sorgir en substitució dels derrotats seljúcides.